# Peter Boulware

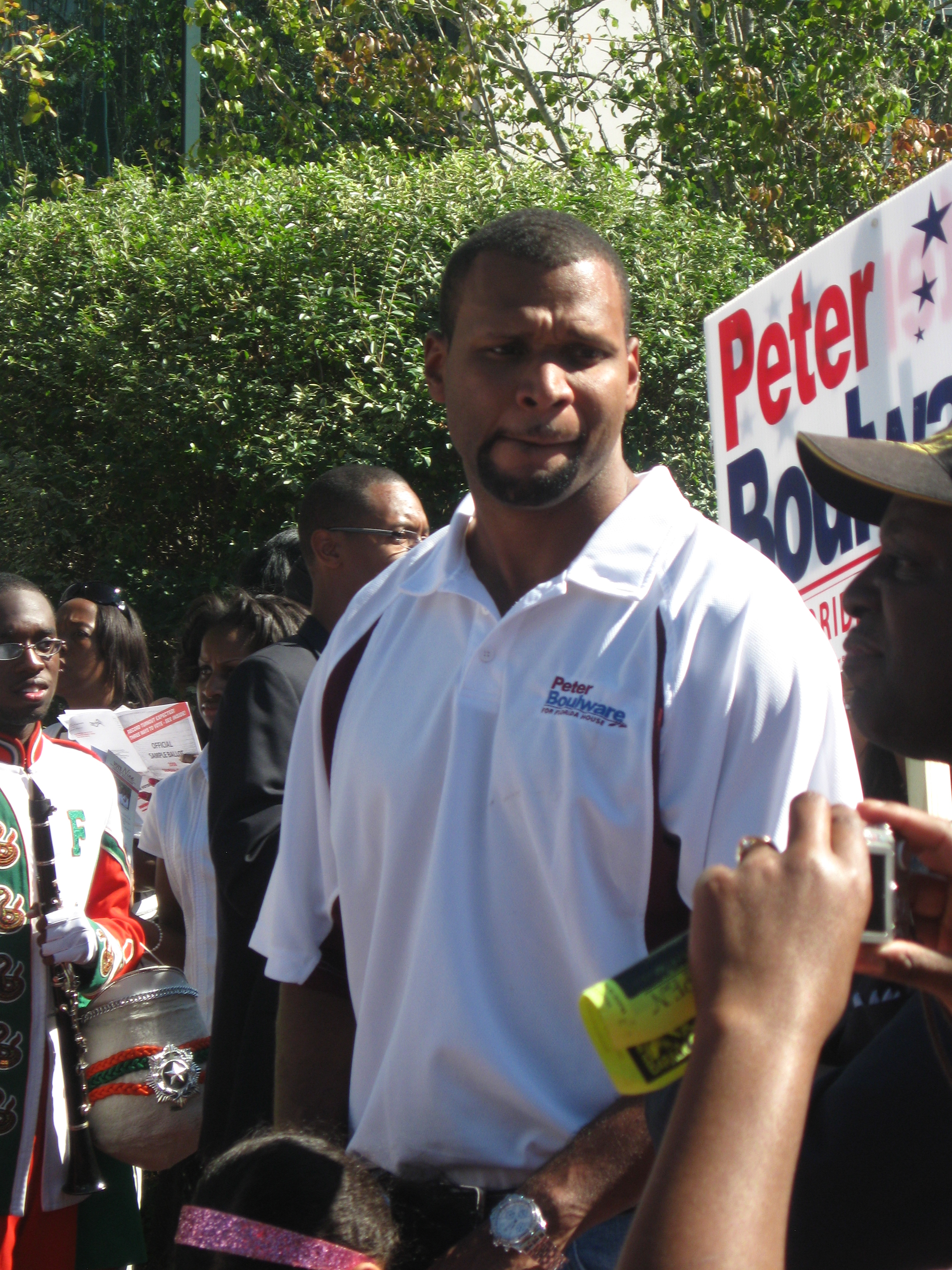
Imagem do ex-jogador de futebol americano estadunidense Peter Boulware.

Peter Boulware é um ex-jogador profissional de futebol americano estadunidense que foi campeão da temporada de 2000 da National Football League jogando pelo Baltimore Ravens.